# Lijst van burgemeesters van Bonn
Dit is een lijst van burgemeesters (Oberbürgermeister) van de Duitse stad Bonn sinds 1800. Daarnaast worden de stadsmanagers (Oberstadtdirektoren) vermeld, een functie die de hoogste ambtenaar betrof en tussen 1947 en 1996 bestond.

## Burgemeesters (Oberbürgermeister)
- 1800–1802: Johann Joseph Eichhoff
- 1802–1804: Nicolas Joseph Lejeune (ad interim)
- 1804–1816: Anton Maria Karl Graf von Belderbusch
- 1816–1816: Peter Joseph Eilender (ad interim)
- 1817–1839: Johann Martin Joseph Windeck
- 1840–1850: Karl Edmund Joseph Oppenhoff
- 1851–1875: Leopold Kaufmann
- 1875–1891: Hermann Jakob Doetsch
- 1891–1919: Wilhelm Spiritus
- 1920–1922: Fritz Bottler
- 1923–1931: Johannes Nepomuk Maria Falk
- 1932–1933: Franz Wilhelm Lürken
- 1933–1945: Ludwig Rickert (NSDAP)
- 1945–1948: Eduard Spoelgen (CDU)
- 1948–1951: Peter Stockhausen (CDU)
- 1951–1956: Peter Maria Busen (CDU)
- 1956–1969: Wilhelm Daniels (CDU)
- 1969–1975: Peter Kraemer (CDU)
- 1975–1994: Hans Daniels (CDU)
- 1994–2009: Bärbel Dieckmann (SPD)
- 2009–2015: Jürgen Nimptsch (SPD)
- 2015–2020: Ashok-Alexander Sridharan (CDU)
- sinds 2020: Katja Dörner (Bündnis 90/Die Grünen)

## Stadsmanagers (Oberstadtdirektoren)
- 1947–1956: Johannes Langendörfer
- 1956–1964: Franz Schmidt (CDU)
- 1964–1975: Wolfgang Hesse (CDU)
- 1976–1987: Karl-Heinz van Kaldenkerken (CDU)
- 1987–1996: Dieter Diekmann (CDU)